# Junior Mance
Julian Clifford Mance jr., ps. „Junior” (ur. 10 października 1928 w Evanston, zm. 17 stycznia 2021 w Nowym Jorku) – afroamerykański pianista i kompozytor jazzowy, oraz edukator.

## Życiorys
Jego ojciec, Julian senior, zawodowo prasował ubrania. Matka, Marie z d. McCollum, prowadziła dom. W wieku pięciu lat zaczął grać na domowym pianinie. Ojciec uczył go utworów utrzymanych w stylach stride i boogie-woogie. Kiedy miał dziesięć lat, saksofonista mieszkający na wyższym piętrze zapytał jego ojca, czy syn (dla odróżnienia od ojca zwany „Juniorem”) mógłby zastąpić chorego pianistę, który wtedy grał w przydrożnej gospodzie. Ojciec się zgodził – wspominał później – i zagrałem. Występ był w porządku. Publika składała się głównie z kierowców ciężarówek, którzy zrobili sobie przerwę w trasie. Nikt na nas nie zwracał uwagi.
Jako nastolatek grywał w klubach do czasu rozpoczęcia nauki w Roosevelt College (obecnie Roosevelt University) w Chicago. Matka chciała, żeby został lekarzem i podjął studia na miejscowym Northwestern University. Ale w rezultacie zgodziła się na studia muzyczne. W Chicago kontynuował naukę przez półtora roku, ale w pewnym momencie został zawieszony na tydzień za granie w sali ćwiczeń zabronionego jazzu zamiast muzyki poważnej. W niemałym stopniu przyczyniło się to do porzucenia uczelni, zwłaszcza że w 1947 zaczął grać w zespole saksofonisty Gene’a Ammonsa. Grupa występowała w chicagowskim lokalu Congo Lounge. W 1949 przeszedł do zespołu Lestera Younga, żeby w roku następnym powrócić do współpracy z Ammonsem w formacji Sonny’ego Stitta.
W 1951 – podczas toczącej się wojny koreańskiej – otrzymał powołanie do U.S. Army. Dwa tygodnie przed zakończeniem szkolenia w Forcie Knox i wysłaniem na front, dzięki zabiegom Juliana „Cannonballa” Adderleya został przeniesiony do kierowanej przez imiennika orkiestry wojskowej. Jako że nie grał na żadnym instrumencie dętym, przydzielono mu funkcję kancelisty kompanijnego. Potem pozostali z Cannonballem przyjaciółmi do końca życia. Tylko dzięki niemu jestem tutaj – wielokrotnie powtarzał, jego oddział bowiem w czasie akcji w Korei wpadł w pułapkę i ocaleli tylko nieliczni żołnierze.
W 1953 został zwolniony z wojska i od razu podjął pracę w chicagowskim klubie jazzowym Bee Hive. Natychmiast dokooptował  kontrabasistę Israela Crosby’ego i perkusistę Buddy’ego Smitha. W czasie rocznego pobytu w Bee Hive grywał jako sideman z takimi sławami saksofonu, jak Charlie Parker, Coleman Hawkins, Eddie „Lockjaw” Davis i Sonny Stitt.
Od 1954 przez ponad dwa lata pracował z wokalistką Diną Washington jako sideman w studiu nagraniowym, a następnie – akompaniator podczas tournées. Technik akompaniamentu nauczył się od jej aranżera, pianisty Jimmy’ego Jonesa. W okresie 1956–1957 grał w pierwszym kwintecie Cannonballa Adderleya. Następne lata – 1958–1960 – spędził na trasach koncertowych z orkiestrą trębacza Dizzy’ego Gillespie’ego. Po zakończeniu pracy z Gillespie’em przez kilka miesięcy grał w grupie saksofonistów Eddiego „Lockjawa” Davisa i Johnny’ego Griffina. Potem założył własne trio i funkcjonował przede wszystkim jako lider. Ponadto nagrywał dla wytwórni: Verve, Jazzland, Riverside, Capitol, Atlantic, Milestone i Polydor.
W latach 80. rozpoczął nauczanie pianistyki jazzowej w konserwatorium School of Jazz and Contemporary Music w Nowym Jorku. Kształcił studentów przez ponad dwadzieścia trzy lata. Jego uczniem był m.in. Brad Mehldau. W 2011 zakończył karierę akademicką.
Od 1990 do 2009 uczestniczył w projekcie pn. „100 Gold Fingers”. Była to grupa kilkudziesięciu czołowych pianistów jazzowych takich jak Toshiko Akiyoshi, Monty Alexander, Kenny Barron, Joanne Brackeen, Ray Bryant, Tommy Flanagan, Benny Green, Hank Jones, John Lewis, Dave McKenna, Marian McPartland, Mal Waldron,  Cedar Walton i Chihiro Yamanaka, którzy rotacyjnie występowali z towarzyszeniem basisty Boba Cranshawa oraz zmieniających się perkusistów – Alana Dawsona i Grady’ego Tate’a. Zespół regularnie koncertował w Japonii.
W 2007 założył z żoną, Glorią, wytwórnię płytową Jun Glo, której pierwszą produkcją był album jego tria Live at Café Loup. Od tej pory, jeśli nie miał innych zobowiązań, we wszystkie sobotnie wieczory występował z kontrabasistą Hidem Tanaką i skrzypaczką Michi Fuji w tym nowojorskim lokalu. Swój ostatni album For My Fans, It’s All About You nagrał w 2015. Rok później przeszedł na emeryturę.
Zmarł w swoim domu na Manhattanie wskutek doznanego po upadku krwotoku w mózgu. Przez szereg lat zmagał się także z chorobą Alzheimera. Miał 92 lata.

### Małżeństwa
Był trzykrotnie żonaty. Dwa pierwsze małżeństwa zakończyły się rozwodem. Z ostatnią małżonką, Glorią z d. Clayborne, dożył do końca swoich dni.

## Wybrana dyskografia

### Jako lider i współlider
- 1959 Junior (Verve)
- 1960 The Soulful Piano Of Junior Mance (Jazzland)
- 1962 The Soul Of Hollywood (Jazzland)
- 1964
  - Straight Ahead! (Capitol)
  - Get Ready, Set, Jump!!! – The Junior Mance Trio with the Bob Bain Brass Ensemble (Capitol)
  - Eddie „Lockjaw” Davis–Johnny Griffin–Junior Mance – Live! At Minton’s Playhouse (Prestige)
- 1967
  - The Good Life (Tuba Records)
  - Harlem Lullaby (Atlantic)
- 1970 With a Lotta Help from My Friends (Atlantic)
- 1972 That Lovin’ Feelin’ (Milestone)
- 1973 The Junior Mance Touch (Polydor)
- 1976 Holy Mama (East Wind)
- 1983 For Dancers Only – Junior Mance–Martin Rivera (Sackville Recordings)
- 1984 Truckin’ and Trakin’ (Bee Hive)
- 1989 Junior Mance Special (Sackville Recordings)
- 1992 Opus De Funk – Junior Mance–Frank Wess–Martin Rivera–Alvin Queen (Lob Inc.)
- 1994 Jubilation (Sackville Recordings)
- 1999 Nadia (Enja Records)
- 2003 Blues, Ballads and 'A' Train (Trio Records)
- 2007 Live at Café Loup (Café Loup/Jun Glo)
- 2010 Junior Mance Quintet – Out South (Jun Glo)
- 2011 Junior Mance Quintet – Letter From Home (Jun Glo)
- 2012 The Three Of Us (Jun Glo)
- 2015 For My Fans, It's All About You (Jun Glo)

### Jako sideman
Z Dexterem Gordonem
- 1985 Dexter Gordon at Montreux (Prestige)

Z Eddiem „Lockjaw” Davisem i Johnnym Griffinem
- 1961 The Tenor Scene – Eddie „Lockjaw” Davis–Johnny Griffin Quintet (Prestige)